# Aloeides nollothi
Aloeides nollothi is een vlinder uit de familie van de Lycaenidae. De wetenschappelijke naam van de soort is voor het eerst geldig gepubliceerd in 1977 door Tite & Dickson.